# Cuevas (pontón de 1867)
La chata o pontón artillado Cuevas fue un navío de la Armada del Imperio del Brasil que sirvió en la Guerra de la Triple Alianza. 

## Historia
Primera embarcación de la marina brasileña en llevar ese nombre en homenaje al Combate de Paso de Cuevas, el 15 de agosto de 1867 junto a los encorazados Brasil (buque insignia), Tamandaré, Colombo, Mariz e Barros, Cabral, Barroso, Herval, Silvado y Lima Barros, y las chatas acorazadas Lindóia y Riachuelo tomó parte del combate del Paso de Curupayty. En dicha operación fue remolcada por el encorazado Colombo. 